# فرودگاه فلایینگ کلاود
فرودگاه فلایینگ کلاود (به انگلیسی: Flying Cloud Airport) یک فرودگاه همگانی با کد یاتا FCM است که یک باند فرود آسفالت دارد و طول باند آن ۱۱۸۸ متر است. این فرودگاه در کشور ایالات متحده آمریکا قرار دارد و در ارتفاع ۲۷۶٫۱ متری از سطح دریا واقع شده است.